# 緑ヶ丘停留所
緑ヶ丘停留所（みどりがおかていりゅうじょ）は、かつて北海道札幌市南区の定山渓鉄道線にあった駅（廃駅）である。定山渓鉄道最後の新設駅であったが、わずか8年6か月で廃駅となった。

## 歴史
- 1961年（昭和36年）4月15日：営業開始
- 1969年（昭和44年）11月1日：定山渓鉄道線の廃線に伴い廃止。

## 駅跡
札幌市営地下鉄南北線真駒内駅の南側待避線のシェルターとなっている。

## 隣の駅
定山渓鉄道
定山渓鉄道線
真駒内駅 - 緑ヶ丘停留所 - 石切山駅